# Borja Golán
Borja Golán (6 de enero de 1983, Santiago de Compostela, España), considerado el mejor jugador español de squash de todos los tiempos. Es profesional desde 2002. Alcanzó su nivel profesional más elevado cuando entró al ranking mundial con el puesto N.º 5, en 2014.
En agosto de 2009, en la final del Abierto de Colombia, sufrió lesiones graves en la rodilla derecha, lo que lo mantuvo fuera de acción durante seis meses. En la final de dicho torneo, logró los puntos para meterse en el puesto 10 del ranking mundial, siendo el primer jugador de squash español en lograr este ranking, ya que hasta ahora había sido el mejor español Agustín Adarraga, que aunque nacido y criado en Australia había jugado como español y llegado al puesto 11 del ranking mundial.
En 2016 logró ganar el Europeo de squash en Praga imponiéndose a Grégory Gaultier, convirtiéndose además en el primer jugador de squash español en lograr dicho título. En 2018 volvió a proclamarse Campeón de Europa, jugando el torneo con rotura parcial del LCA, batiendo a George Parker en la localidad austríaca de Linz.
Antes de lograr el oro europeo, Borja había jugado tres finales continentales. Perdió dos ante Gaultier (2006 y 2015) y otra ante Olli Tuominen (2012)